# Kafue (Zambia)
Kafue es una ciudad situada en la provincia de Lusaka, Zambia,y se encuentra en la orilla norte del río Kafue, al cual debe su nombre. Es la entrada del sur a la meseta central de Zambia en la que se localizan las ciudades de Kabwe y Copperbelt. Tiene una población de 72.166 habitantes, según el censo de 2010.

## Sitio

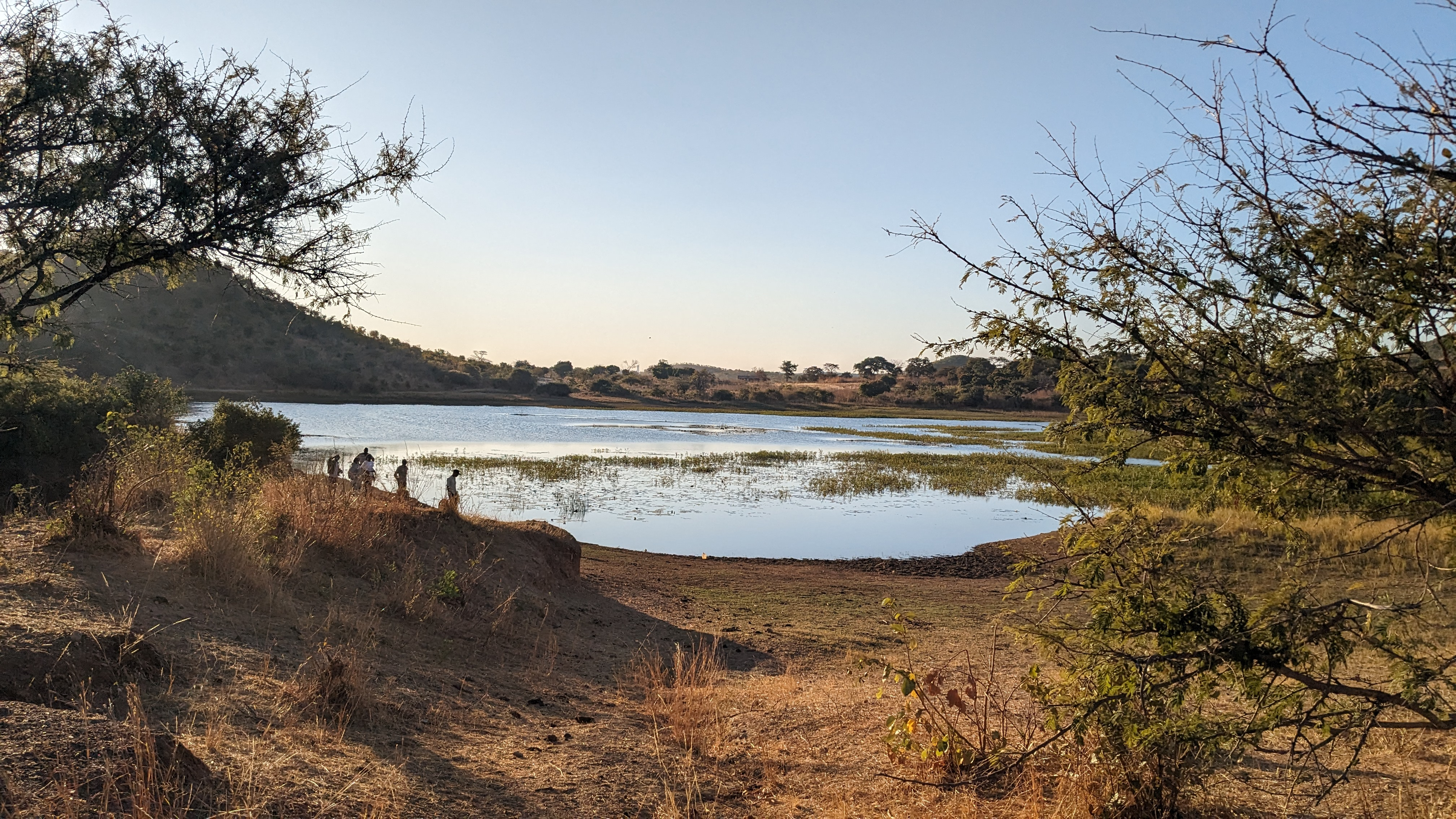
Senderismo en chipapa

Kafue se encuentra al pie sureste de una cadena de colinas de granito que se elevan 200 m y se extienden sobre un área de aproximadamente 250 km², y ocupa una plataforma de tierra entre las colinas y el río, lo suficientemente alto para evitar su crecida anual. El pueblo se extiende a lo largo de algunos Valles poco profundos entre las colinas. Una franja de 400 m de ancho de pequeñas granjas y jardines separa el pueblo de un recodo del río que tiene unos 300 m de ancho en la estación seca y 1,3 km de ancho en la estación lluviosa, a veces inundando una llanura aluvial de 10 km de ancho en la orilla. orilla opuesta, que por lo tanto está deshabitada excepto por algunos pequeños pueblos o granjas en un terreno más alto.

## Enlaces de transporte
La planicie de inundación de 50 km de ancho del río Kafue, los Kafue Flats, es una barrera de este a oeste de 240 km de largo para las conexiones viales y ferroviarias entre el centro del país y el sur. Kafue se encuentra en el extremo oriental de la planicie de inundación donde el río entra en la Garganta de Kafue y fluye por la Escarpa de Zambezi hacia el Zambezi Valle de la grieta. En consecuencia, está estratégicamente ubicado en el único lugar donde la carretera y el ferrocarril de norte a sur pueden cruzar fácilmente el río Kafue y atravesar la brecha entre la llanura aluvial y la escarpa. El Puente Ferroviario de Kafue en la línea Lusaka–Livingstone está en el extremo sur de la ciudad, y el Puente de Kafue 9 km al sureste lleva uno de los más concurridos secciones de la Great North Road cruza el río y lo lleva a través de la ciudad, desde donde continúa 50 km hacia el norte hasta Lusaka. En la otra dirección, la carretera se conecta con la frontera de Zimbabue en el Puente Chirundu, y la carretera del sur principal a Livingstone, Botsuana y Namibia se ramifican justo al sur del puente Kafue.
El río no se utiliza para Transporte acuático en Zambia comercial. Al oeste es demasiado poco profundo y serpenteante y no pasa cerca de ningún centro de población, al este no es navegable debido al desfiladero y la presa de Kafue. Sin embargo, la pesca de subsistencia, la navegación recreativa y la pesca deportiva tienen lugar en un tramo de 60 km del río por encima de la presa.

## Religión
Entre las personas de 15 años o más, el 73,11 % son protestante, el 11,08 % pertenecen a otras religiones y el 15,80 % no están afiliados a ninguna religión.

## Miembro del parlamento
El miembro del parlamento del Distrito de Kafue es la Honorable Miriam Chinyama Chonya del Partido Unido para el Desarrollo Nacional (UPND). Fue elegida en 2016. En las elecciones de la Asamblea Nacional de Zambia celebradas el 11 de agosto de 2016. Es educadora de profesión, con una licenciatura en educación de V MS

## Industria
La agricultura y la pesca son las ocupaciones tradicionales del área, y un área de agricultura comercial se extiende a lo largo del borde de Kafue Flats durante 35 km al noroeste de la ciudad. Las operaciones de pesca comercial de cualquier tamaño se limitan a la piscicultura. Kafue tiene una mayor proporción de industrias manufactureras en comparación con la mayoría de las ciudades fuera de la provincia de Copperbelt. La ciudad tiene un polígono industrial con viviendas y servicios llamado Kafue Estates. Las industrias en Kafue incluyen;
Fincas '. Las industrias en Kafue incluyen;
- Sustancias químicas de nitrógeno de Zambia (fertilizantes agrícolas)
- Bata Curtiduría (cuero para zapatos) - Ya no está operativa.
- Textiles - Kafue Textiles - Ya no está operativo.
- UNIVERSAL Mining and Chemical Industries Limited (UMCIL), planta integrada de hierro y acero de Kafue (hierro de reducción directa). La primera fase del proyecto se completó en 2007 y ahora está en pleno funcionamiento, produciendo 7.000 toneladas de productos de acero y hierro laminados terminados por mes para los mercados locales y regionales.[5]
- Lee Yeast Zambia: el único fabricante de levadura para hornear (y otros productos para hornear) en Zambia.
- Alliance Ginnery Zambia - empresa de desmotado de algodón.
- Fens Zambia: fabricante de equipos de carreras de pulverización y remolques comerciales.
- Kafue River Cliff: un moderno hotel de 4 estrellas ubicado a orillas del río Kafue operado por el grupo LSA.[6]

Otras industrias en o cerca de la ciudad:
- Parque Nacional Kafue - El parque nacional más antiguo y más grande de Zambia[7]
- Kafue Fisheries Ltd se estableció por primera vez en 1981 con un proyecto piloto de cinco hectáreas. A lo largo de los años, el proyecto ha crecido hasta su tamaño actual de estanques de 60 hectáreas y está situado en el centro de un plan de vida silvestre y ganadería de 1800 hectáreas. Todo el sistema de acuicultura se basa en una empresa de porcino y piscícola integrado con una producción anual de tilapia superior a las 700 toneladas y 4000 cerdos de la clase de "cerdos pesados".

- La cantera Kafue produce agregado para la construcción para la construcción de carreteras y la construcción en general. La empresa ha sido, junto con Nitrogen Chemicals y Kafue Textiles (que ya no está en funcionamiento), una fuente de empleo para el distrito durante varios años.
- La Central eléctrica superior Kafue Gorge (990 megavatios (1 346 023,1 CV) de capacidad de generación) operada por la Compañía de suministro de electricidad de Zambia (ZESCO) genera hidroelectricidad 30 kilómetros (18,6 mi) río abajo del pueblo, y al final de la temporada de lluvias su embalse se extiende de regreso al pueblo.